# Hans-Christian Pfohl
Hans-Christian Pfohl (* 14. März 1942 in Gablonz an der Neiße) ist deutscher Wirtschaftswissenschaftler, emeritierter Professor für Betriebswirtschaftslehre und ehemaliger Leiter des Fachgebiets Unternehmensführung & Logistik an der TU Darmstadt. Pfohl ist weiterhin an der TU Darmstadt mit der von ihm geleiteten Einheit Supply Chain- und Netzwerkmanagement aktiv.

## Leben
Hans-Christian Pfohl studierte im Anschluss an das Abitur ab 1962 Wirtschaftsingenieurwesen an der TU Darmstadt und schloss das Studium 1968 als Diplom-Wirtschaftsingenieur ab. Nach dem Studium blieb er als wissenschaftlicher Assistent an der TU Darmstadt. Hier promovierte er 1971 zum Doktor rerum politicarum.
Nach der Tätigkeit als Dozent an der TU Darmstadt und Abschluss seiner Habilitation im Jahre 1975 erhielt Pfohl 1975 einen Ruf als ordentlicher Professor an die Universität Essen, an den Lehrstuhl für Organisation und Planung.
Seit 1982 lehrt Hans-Christian Pfohl Betriebswirtschaftslehre an der TU Darmstadt und war bis zum 31. März 2011 Leiter des Fachgebiets Unternehmensführung & Logistik. Pfohl leitet seit dem 1. April 2011 die von ihm gegründete Einheit Supply Chain- und Netzwerkmanagement an der TU Darmstadt. Hier ist er weiterhin in der Forschung aktiv und leitet weiterhin diverse Praxisprojekte.
Berufungen an die Johannes Gutenberg-Universität Mainz und Heinrich-Heine-Universität Düsseldorf lehnte er ab.
Seit 1997 ist er Professor am Chinesisch-Deutschen Hochschulkolleg der Tongji-Universität in Shanghai, China. Dort ist er wissenschaftlicher Leiter des Lehrstuhls Global Supply Chain Management (GSCM).

## Auszeichnungen
1996 wurde Pfohl der Grad eines Ehrendoktors (Dr. h. c.) der Universität Veszprém, Ungarn verliehen.
Hans-Christian Pfohl ist einer der Begründer der wissenschaftlichen Logistikforschung in Deutschland. Für seine Arbeiten im Bereich der Logistik und des Logistikmanagements erhielt er bereits mehrfach Auszeichnungen. Er ist seit 2008 Ehrenmitglied auf Lebenszeit der Bundesvereinigung Logistik. Hier erhielt er auch 2008 die goldene Ehrennadel. 2009 wurde er zum ELA fellow ernannt.
Im Dezember 2009 erhielt Pfohl von der Deutschen Post die Auszeichnung als innovativster Senior-Wissenschaftler für sein Projekt „Logbook“. Peter Klaus wies in der Laudatio darauf hin, dass Pfohl schon immer innovative Trends frühzeitig erkannt und besetzt habe: so war Pfohl 1969 der erste deutschsprachige Wissenschaftler, der in einer deutschsprachigen Veröffentlichung (Alles für den Nachschub (siehe unten)) den Begriff „Logistik“ in betriebswirtschaftlichem Kontext verwendet hat. Des Weiteren habe Pfohl schon zu Beginn der 1990er das Zukunftsthema Ökologie in der Logistik erkannt, das in der Praxis erst heute ankomme.
2001 erhielt Pfohl gemeinsam mit Hans-Peter Buse den Award for Excellence der Zeitschrift International Journal of Physical Distribution & Logistics Management für den Artikel Inter-organizational logistics systems in flexible production networks: an organizational capabilities perspective. Des Weiteren wurde sein Buch Logistiksysteme als bestes Logistiklehrbuch ausgezeichnet.
2016 wurde er zum Ehrenvorsitzenden der Wissenschaftlichen Kommission Logistik im Verband der Hochschullehrer für Betriebswirtschaft (VHB) ernannt.
2011 wurde Pfohl mit dem Hessischen Verdienstorden am Bande durch den Ministerpräsidenten Volker Bouffier ausgezeichnet. Er wurde damit für hervorragende Verdienste um das Land Hessen und für sein außergewöhnliches Engagement geehrt. In der Laudatio wurden vor allem seine Verdienste zur Begründung der Logistikwissenschaft im deutschsprachigen Raum und den Wissenstransfer in die Praxis gewürdigt.
2017 wurde Pfohl ein weiterer Grad eines Ehrendoktors (Dr. h. c.), an der Wirtschaftsuniversität Breslau, Polen verliehen.

## Schriften
Weite Verbreitung haben seine Lehrbücher Logistiksysteme und Logistikmanagement gefunden, die auch in polnischer und chinesischer Übersetzung vorliegen.
- Hans-Christian Pfohl: Logistiksysteme: Betriebswirtschaftliche Grundlagen. 8. Auflage. Springer, Berlin / Dordrecht / London / New York 2010, ISBN 978-3-642-04161-7.
- Hans-Christian Pfohl: Logistikmanagement: Konzeption und Funktionen. 3. Auflage. Springer-Verlag, Berlin, Heidelberg 2016, ISBN 978-3-662-48783-9.
- Hans-Christian Pfohl, Wolfgang Stölzle: Planung und Kontrolle: Konzeption, Gestaltung, Implementierung. 2. Auflage. Vahlen, München 1997, ISBN 3-8006-2161-4.
- Hans-Christian Pfohl (Hrsg.): Betriebswirtschaftslehre der Mittel- und Kleinbetriebe: Größenspezifische Probleme und Möglichkeiten zu ihrer Lösung. 4. Auflage. Erich Schmidt, Berlin 2006, ISBN 3-503-09772-4.
- Hans-Christian Pfohl (Hrsg.): Netzkompetenz in Supply Chains. Grundlagen und Umsetzung. Gabler, Wiesbaden 2004, ISBN 3-409-12684-8.
- Hans-Christian Pfohl: Alles für den Nachschub – Optimale Versorgung des Absatznetzes durch Marketing-Logistik - Hilfestellung durch den Computer. In: Der Volkswirt. Band 17, 1969, S. 49 ff.